# Marguerite Gourlaouen
Pour les articles homonymes, voir Gourlaouen.
Marguerite Gourlaouen, dite « Marc'harid Gourlaouen », née le 3 février 1902 et décédée le 31 mai 1987 à Douarnenez (France) est la fondatrice en 1932 du cours par correspondance Skol Ober avec K. Kongar. Elle est également femme de lettres et traductrice en français et breton.

## Biographie
Elle adhère à la mise en place du peurunvan aux côtés de Roparz Hemon.
Elle a écrit Levr al Loened pour les éditions Gwalarn.

### Sources
- Henri Pérennès, « Une gerbe de cantiques bretons composés par l'abbé Jean Guillou , recteur de Penmarc'h (1830-1887) », Annales de Bretagne, vol. 39, nos 39-3,‎ 1930, p. 306-350 (lire en ligne)
- (en) Jack E. Reece, The Bretons against France : ethnic minority nationalism in twentieth-century Brittany, University of North Carolina Press, 1977
- Jean-Loup Avril (préf. Michel Mohrt de l'Académie française), 1 000 Bretons : dictionnaire biographique, Éd. Les Portes du Large, octobre 2002, 463 p. (ISBN 978-2-914612-07-4)
- Francis Favereau, Anthologie de la littérature de langue bretonne au XXe siècle : Breizh Atao et les autres en littérature 1919/1944, vol. 2, Éd. Skol Vreizh, 2003, 575 p. (ISBN 978-2-911447-94-5)
- (br) Frañses Favereau, Lennegezh ar brezhoneg en XXved kantved : Breizh Atao hag ar re all el lennegezh 1919/1944, vol. 2, Montroulez i.e. Morlaix, Éd. Skol Vreizh, 2003, 582 p. (ISBN 2-911447-93-X)
- Anne Guillou, Pour en finir avec le matriarcat breton : essai sur la condition féminine, Éd. Skol Vreizh, 2007
- (en) Iwan Wmffre, Breton Orthographies and Dialects : the Twentieth-Century Orthography War in Brittany, vol. 2, Peter Lang, 2007

 : document utilisé comme source pour la rédaction de cet article.